# 朱塞佩·塔替尼
朱塞佩·塔替尼（義大利語：Giuseppe Tartini，1692年4月8日—1770年2月26日）是一位著名的威尼斯共和國作曲家兼小提琴家。

## 生平

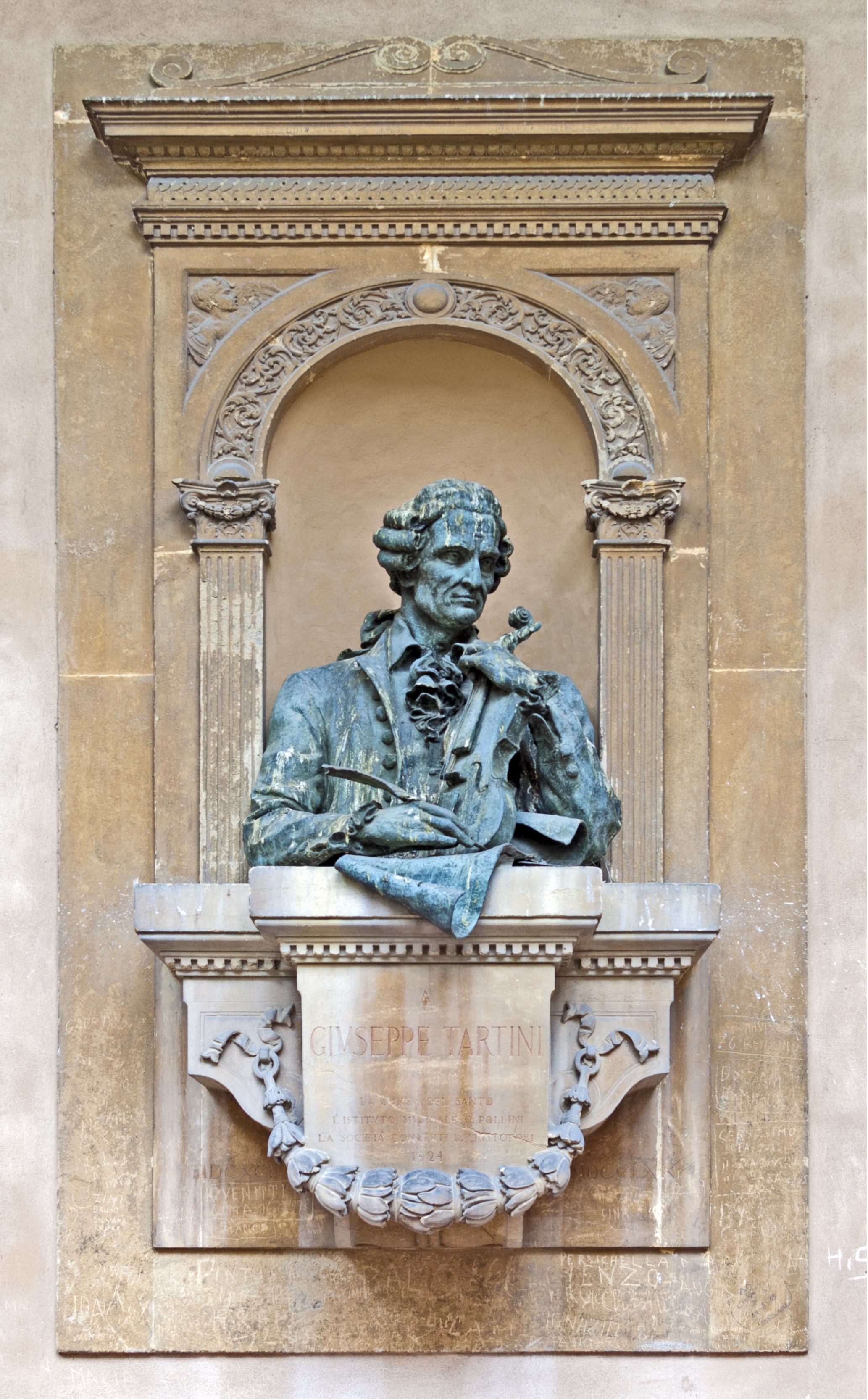
紀念碑在帕多瓦大教堂。

塔替尼生於一個在威尼斯共和國裡、位於伊斯特拉半島上、名叫皮蘭（Piran）的小鎮（該小鎮在今日的斯洛文尼亞）。父親Giovanni Antonio Tartini是來自佛羅倫斯的意大利人，母親為Caterina Zangrando，家族傳統是神職人員。
塔替尼曾於帕多瓦大學修讀法律。1710年，他的父親逝世，之後，他與依利莎伯（Elisabetta Premazone）結婚，依利莎伯是帕多瓦主教Giorgio Cornaro樞機的侄女。三年來他們一直保守秘密，但最終仍被 Giorgio Cornaro 知道，他反對他們的婚姻，更以誘拐罪為名下令通緝塔替尼。於是塔替尼被迫逃離帕多瓦，他妻子也被送到女修道院去。最後塔替尼逃到阿西西的聖方濟各修道院，才得以避開追捕。

## 作品
時至今日，塔替尼最為人所熟悉的作品是《魔鬼的顫音》（Devil's Trill Sonata），這是一部以G小調寫成的小提琴奏鳴曲，以其演奏技巧難度聞名，此曲需要很高技巧的雙音奏法和顫音（台灣稱為「震音」），即使以現代的標準來說仍是很難。根據傳說所講，魔鬼在他的夢中出現，於他的床腳拉小提琴，因而啟發他寫出這首奏鳴曲。
他還寫了下列的樂理專著：
- Trattato di Musica secondo la vera scienza dell'Armonia（帕多瓦，1754年），聲學的研究結果，他的理論系統包括他聲稱自己早於1714年已發現了的差音（英语：Combination tone），亦有討論到旋律、不同的節奏類型、不協和音程、音階結構與和聲、和音步。
- De' principi dell'armonia musicale nel diatonico genere（1767年），在他死後的1771年抄寫，但肯定在更早之前成書的，因為雷歐波得·莫札特早於1756年便在他的書 Violinscule 中使用該書的資料。
- Traite des agrements（作者死後，1771年在巴黎出版）

## 外部連結

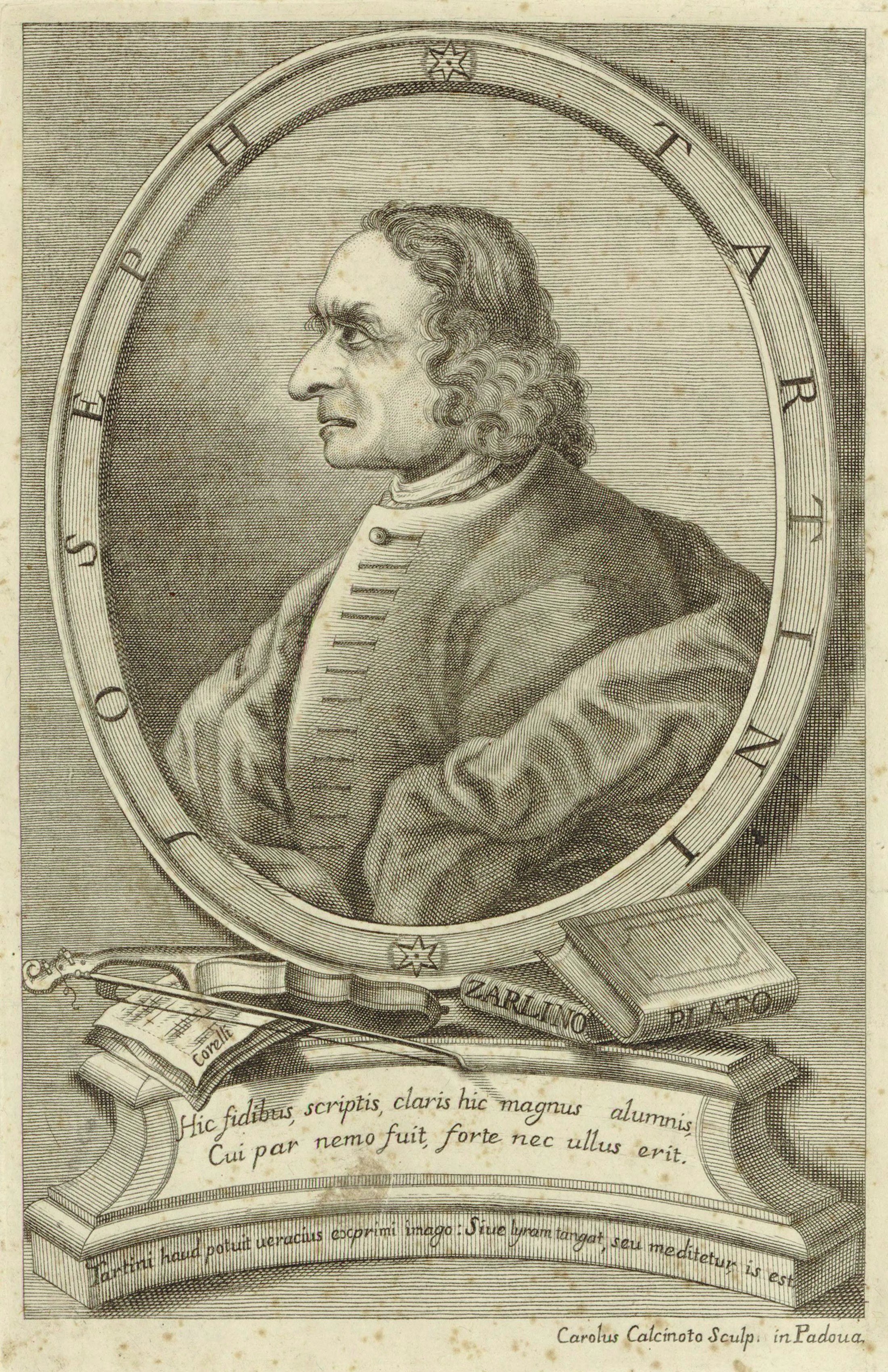
塔蒂尼

- （英文）Istria on the Internet - Prominent Istrians - Giuseppe Tartini[]，Istrianet.org